# Стоун, Норман
Но́рман Сто́ун (8 марта 1941, Шотландия — 19 июня 2019) — британский историк, заведующий кафедрой международных отношений Билькентского университета (Анкара).

## Биография
В 1967 году стал преподавателем русской и немецкой истории в Кембриджском университете. В 1984—1995 — профессор современной истории Оксфордского университета. В 1980-е годы был советником премьер-министра Великобритании Маргарет Тэтчер.
Был руководителем кафедры международных отношений и российско-турецким центром в Билькентском университете Анкары.
Стоун также известен как сторонник отрицания геноцида армян: в 2004 году он направил письмо из Анкары в редакцию «Times Literary Supplement», где отрицал «уверения армянских националистов о том, что „геноцид“ в классическом определении имел место».

## Книги
- «Восточный фронт. 1914—1917» (Eastern Front 1914—1917, второе издание, 2004 г., ISBN 978-0140267259)
- «Изменившаяся Европа. 1878—1919» (Europe Transformed: 1878—1919, второе издание, 1999 г., ISBN 978-0631213772)
- «Краткая история Первой мировой войны» (World War One: A Short History, 2007 г., ISBN 978-1846140136)